# Liptovský Michal
Liptovský Michal (bis 1955 slowakisch „Liptovský Svätý Michal“; ungarisch Szentmihály) ist eine Gemeinde im Okres Ružomberok innerhalb des Žilinský kraj im Norden der Slowakei mit 306 Einwohnern (Stand 31. Dezember 2024).

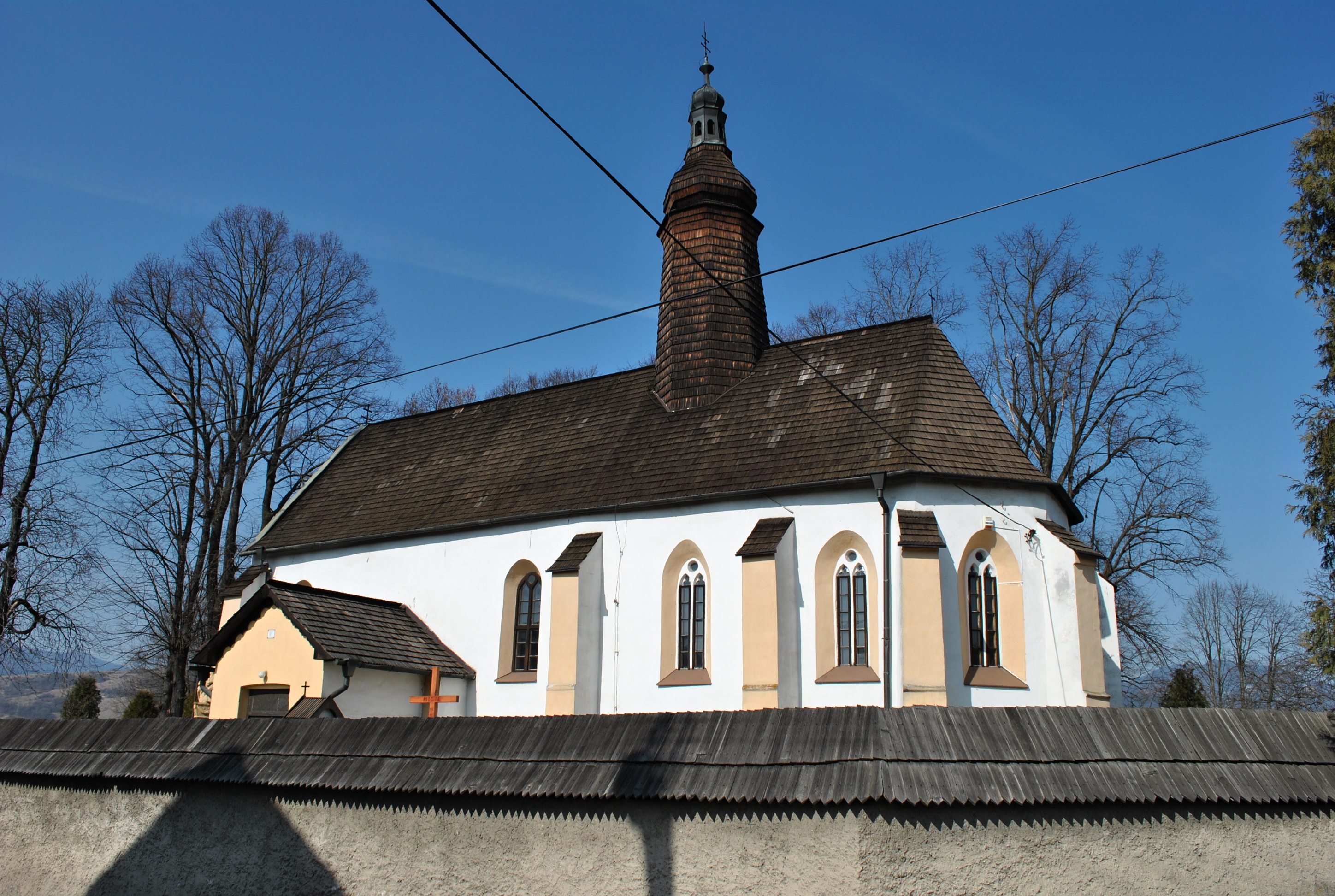
Kirche

## Geographie
Die Gemeinde befindet sich im Talkessel Liptovská kotlina, einer Untereinheit der Podtatranská kotlina bei der Mündung des Baches Ľupčianka in die Waag (über den Stausee Bešeňová). Das Ortszentrum liegt auf einer Höhe von 526 m n.m. und ist elf Kilometer von Ružomberok entfernt.
Nachbargemeinden sind Bešeňová im Norden, Vlachy im Osten, Partizánska Ľupča im Süden und Ivachnová im Westen.

## Geschichte
Der Ort entstand im 13. Jahrhundert auf dem Gebiet des Dorfes Ľupča und wurde zum ersten Mal 1331 als Ecclesia S. Michaelis, 1335 dann als Mysalfalva schriftlich erwähnt. Das Dorf gehörte zur Pfarrei im benachbarten Liptovská Teplá, im 18. Jahrhundert der Familie Rády aus Ivachnová. Im 17. und 18. Jahrhundert gab es hier ein Papierwerk beziehungsweise Eisenhammer. 1828 zählte man 16 Häuser und 134 Einwohner.
Bis 1918 gehörte der im Komitat Liptau liegende Ort zum Königreich Ungarn und kam danach zur Tschechoslowakei beziehungsweise heute Slowakei. 1924 wurde er der Gemeinde Ivachnová angegliedert, wurde aber 1955 wieder selbständig, diesmal ohne das Attribut „svätý“
(= heilig), das in der kommunistischen Tschechoslowakei unerwünscht war.

## Bevölkerung
| Jahr                | 1994 | 2004    | 2014     | 2024    |
| ------------------- | ---- | ------- | -------- | ------- |
| Anzahl der Personen | 249  | 269     | 302      | 306     |
| Unterschied         |      | +8,03 % | +12,26 % | +1,32 % |

| Jahr                | 2023 | 2024    |
| ------------------- | ---- | ------- |
| Anzahl der Personen | 302  | 306     |
| Unterschied         |      | +1,32 % |

Nach der Volkszählung 2011 wohnten in Liptovský Michal 297 Einwohner, davon 282 Slowaken und jeweils ein Roma und Russine; ein Einwohner war anderer Ethnie. 12 Einwohner machten keine Angabe. 223 Einwohner bekannten sich zur römisch-katholischen Kirche, zehn Einwohner zur evangelischen Kirche A. B., vier Einwohner zur griechisch-katholischen Kirche und drei Einwohner zur evangelisch-methodistischen Kirche; vier Einwohner waren anderer Konfession. 35 Einwohner waren konfessionslos und bei 18 Einwohnern ist die Konfession nicht ermittelt.
Ergebnisse der Volkszählung 2001 (273 Einwohner):
| Nach Ethnie: - 99,63 % Slowaken - 0,37 % Tschechen | Nach Konfession: - 87,91 % römisch-katholisch - 4,76 % konfessionslos - 4,40 % evangelisch - 2,56 % keine Angabe |

## Bauwerke
- römisch-katholische Michaelskirche im gotischen Stil aus der zweiten Hälfte des 13. Jahrhunderts mit daneben stehendem Holzglockenturm aus dem 17. Jahrhundert

## Verkehr
Der nächste Bahnhof befindet sich in Liptovská Teplá (Bahnstrecke Žilina–Košice). Durch Liptovský Michal verläuft die Straße 1. Ordnung 18 und es besteht ein Anschluss an die Autobahn D1 über die nahe Anschlussstelle Ivachnová.